# Art rupestre San

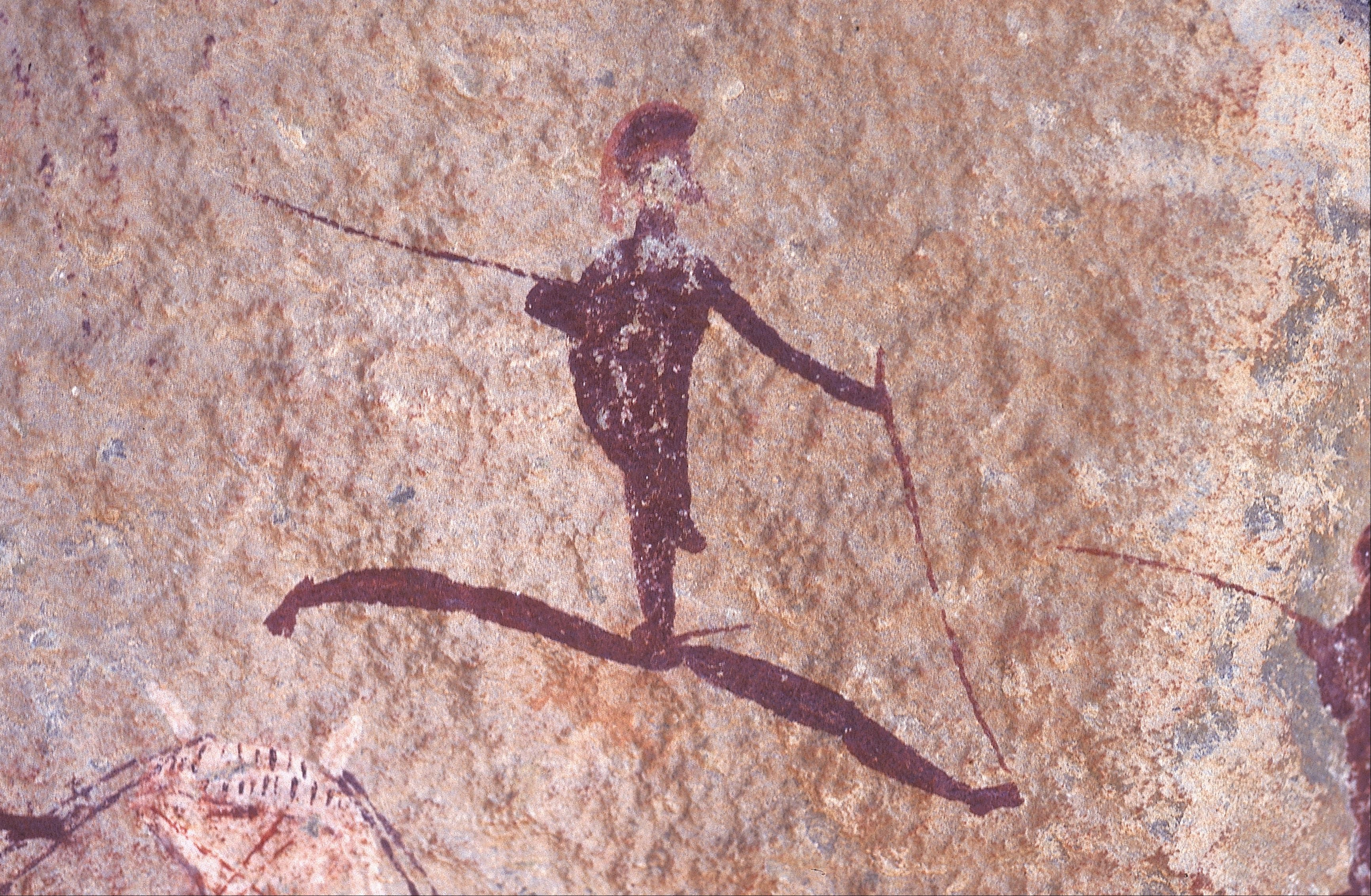
Détail d'une peinture rupestre San dans le Drakensberg

L'art rupestre San désigne l'ensemble des œuvres d'art réalisées par les San, ou Bushmen, ethnie d'Afrique australe. Leurs anciennes peintures et gravures rupestres (collectivement appelées art rupestre) se trouvent dans des grottes et sur des abris sous roche. 
Le Drakensberg et le Lesotho sont particulièrement connus pour leur art rupestre San. Tsodilo est reconnu comme site du patrimoine mondial de l'UNESCO en 2001 ; tout l'art couvert par ce site n'est pas celui du peuple San ou de ses ancêtres.

## Description
L'œuvre représente des êtres non humains, des chasseurs et des hybrides mi-humains mi-animaux. On pense que les hybrides mi-humains sont des hommes-médecine ou des guérisseurs impliqués dans une danse de guérison. Plusieurs autres images d'animaux y sont représentées, ainsi que les empreintes de mains couleur chair rouge sang qui sont la signature de l'artiste inconnu.
L'art rupestre nous donne un aperçu de l'histoire des San et de la façon dont ils vivaient.
Les San utilisent l’art rupestre pour enregistrer les événements de leur vie. Plusieurs exemples d'art rupestre découverts représentent par exemple des chariots et des colons. Des danses de la pluie sont également illustrées dans lesquels ont observe des animaux tels qu'un hippopotame ou une antilope, et sont parfois entourés de poissons.
Chaque individu représenté est identique, sans élaboration ou détail, démontrant que les détenteurs de pouvoirs liés à la danse de la pluie ne sont pas considérés comme supérieurs.
L'art rupestre continue d'être exploité lors des premiers contacts avec les colons européens. Un exemple célèbre dessiné au XVIIe siècle représente un navire hollandais. Parmi les exemples ultérieurs de sujets coloniaux, on trouve des femmes portant des robes de style européen, des hommes armés, ainsi que des chariots et des charrettes fabriqués au XIXe siècle,,.

## Production
Les San utilisent des pierres de différentes couleurs pour réaliser les dessins. Ils broient de la roche rouge et la mélangent à de la graisse. Ils frottent ensuite cette matière sur la roche pour former les images. Cette peinture résiste à la pluie et aux intempéries pendant de très longues périodes. L'art se retrouve en quatre styles : monochromes, contours épais rouges d'animaux, contours fins et figures stylisées blanches.

## Numérisation et conservation
Les archives numériques d'art rupestre sud-africain contiennent plus de 250.000 images, calques et documents historiques d'art rupestre africain ancien. En plus de rendre les images de ces œuvres accessibles à un public beaucoup plus large, le projet contribue à protéger les œuvres des dommages physiques causés par les visites en personne.